# Ammoudiá (ort i Grekland, Thessalien)
Ammoudiá är en ort i Grekland.   Den ligger i prefekturen Trikala och regionen Thessalien, i den centrala delen av landet, 240 km nordväst om huvudstaden Aten. Ammoudiá ligger 129 meter över havet och antalet invånare är 122.
Terrängen runt Ammoudiá är platt åt nordost, men åt sydväst är den kuperad. Runt Ammoudiá är det ganska glesbefolkat, med 42 invånare per kvadratkilometer. Närmaste större samhälle är Trikala, 7,5 km öster om Ammoudiá. Trakten runt Ammoudiá består till största delen av jordbruksmark.